# Histoire du christianisme à Lyon
Pour un article plus général, voir Histoire du christianisme en France.
L'histoire du christianisme à Lyon retrace presque deux millénaires de présence de cette religion dans la ville de Lyon. La première mention de la présence de la religion révélée date du IIe siècle et décrit les évènements menant aux martyrs de Lyon.
Avec l'effondrement de l'Empire romain, les autorités chrétiennes prennent le relais institutionnel de la municipalité gallo-romaine. L'Église lyonnaise, c'est-à-dire l'archevêque et les collèges de chanoines, devient la principale puissance temporelle sur la ville jusqu'au XIVe siècle. Largement rénovée sous Charlemagne, l'Église de Lyon connaît par la suite un certain immobilisme, résistant à la réforme grégorienne. Les deux conciles ne font pas évoluer la situation et les aspirations de la population à une religion plus spirituelle sont comblées par l'arrivée au XIIIe siècle des ordres mendiants.
À la Renaissance, l'Église de Lyon est dirigée par des prélats souvent éloignés de leur diocèse. La prospérité due aux foires amène idées et personnes nouvelles, qui fait de Lyon une cité où la Réforme prend pied solidement. En 1562, les protestants prennent la ville et la tiennent un an avant de se rendre sans combat. Après une décennie de conflits larvés, ils sont massacrés à la suite de la Saint-Barthélémy et la plupart quittent la ville. Celle-ci devient alors ligueuse. Elle bascule dans un camp plus modéré avec la conversion d'Henri IV.
Au XVIIe siècle, Lyon connaît un très puissant développement religieux, avec la multiplication des institutions d'encadrement des fidèles et l'amélioration de la formation du clergé. Celui-ci s'essouffle le siècle suivant. Sous la Révolution, le clergé est rapidement divisé entre constitutionnels et réfractaires, l'Église officielle ne parvenant pas à s'imposer. Durant les dernières années révolutionnaires, les fidèles doivent se tourner vers un clergé clandestin et pourchassé.
Rapidement et vigoureusement restaurée sous l'Empire, l'Église lyonnaise connaît un vif renouveau durant le XIXe siècle, aussi bien en ce qui concerne la piété, les œuvres sociales, caritatives qu'en la construction ou la rénovation de nombreux lieux de culte. C'est aussi au cours de ce siècle que d'autres confessions chrétiennes s'installent à Lyon de manière durable. Durant la première moitié du XXe siècle, l'Église catholique connaît à la fois une crise (crise moderniste) et une ouverture, notamment œcuménique. Durant la seconde moitié de ce siècle, elle vit le passage du Concile Vatican II et une certaine désaffection à la fin du siècle, alors qu'en parallèle certaines Églises protestantes pentecôtistes connaissent une forte croissance.

## Les débuts du christianisme à Lyon
Les premières implantations du christianisme en Gaule nous sont connues entre autres par une lettre de l'évêque Irénée, l'un des premiers Pères de l'Église, retranscrite par Eusèbe de Césarée dans son Histoire ecclésiastique. Elle permet de dater l'arrivée de la religion du Christ dans la ville au milieu du IIe siècle.
Lyon est un lieu favorable à cette arrivée par sa situation centrale dans les courants d'échange européens, et la forte proportion d'étrangers circulant et s'établissant en ville, notamment des Juifs. Or, ces étrangers apportent avec eux leurs cultes, tels ceux de Mithra, d'Isis ou de Cybèle. Les premiers chrétiens sont donc peut être d'origine orientale, comme une partie de la population de la cité. Il est toutefois impossible d'en être assuré. Les indices de cette origine, le fait qu'Irénée vienne de Smyrne, que les martyrs Attale et Alexandre viennent respectivement de Pergame et de Phrygie, ou que la lettre rédigée pour raconter le martyre de 177 soit adressée aux frères d'Asie et de Phrygie, ne sont pas suffisants pour en tirer une conclusion définitive. Bien qu'il n'y ait pas de preuves allant en ce sens, des hypothèses faisant des premiers chrétiens lyonnais des Romains ou des Gaulois du sud ne sont pas à abandonner. Le nom d'origine grecque de Pothin suggère également qu'il vienne d'une contrée de culture hellène, sans doute l'Asie Mineure. Mais ce nom aurait pu lui être attribué lors de sa réception de la charge épiscopale. Pothin aurait été un disciple de Jean, Irénée de Polycarpe. Le culte est présent dans toutes les classes sociales. Durant les premiers temps, jusqu'au IIIe siècle, Lyon semble être la seule cité gauloise à disposer d'un évêque. La mention de « Sanctus, diacre de Vienne » semble indiquer que Vienne dépendait alors de Lugdunum. Les chrétiens sont alors répandus dans toutes les couches de la société : ainsi, Blandine, esclave, est chrétienne comme sa maîtresse ; le médecin Alexandre et l'avocat Vettius Epagathus font partie des chrétiens.
L'épisode le mieux connu de cette époque est détaillé par la lettre d'Irénée à Eusèbe de Césarée ; il s'agit du martyre de nombreux chrétiens à Lyon en 177. De nombreux personnages apparaissent, dont le premier évêque de Lyon, Pothin. Si le texte ne nous donne pas d'éléments pour expliquer la persécution, les historiens ont proposé plusieurs hypothèses : hostilité traditionnelle des Romains vis-à-vis des chrétiens, concurrence entre les religions ou attitude extrémiste de certains chrétiens influencés par le montanisme,.
C'est durant le IVe siècle que la ville ferme ses temples païens, et réorganise sa vie sociale autour de son évêque et du calendrier de l'Église. Lyon devient l'un des centres intellectuels de la chrétienté, illustré au Ve siècle par Sidoine Apollinaire,.

## Du haut Moyen Âge à l'an Mil

### L'obscurité du Haut Moyen Âge

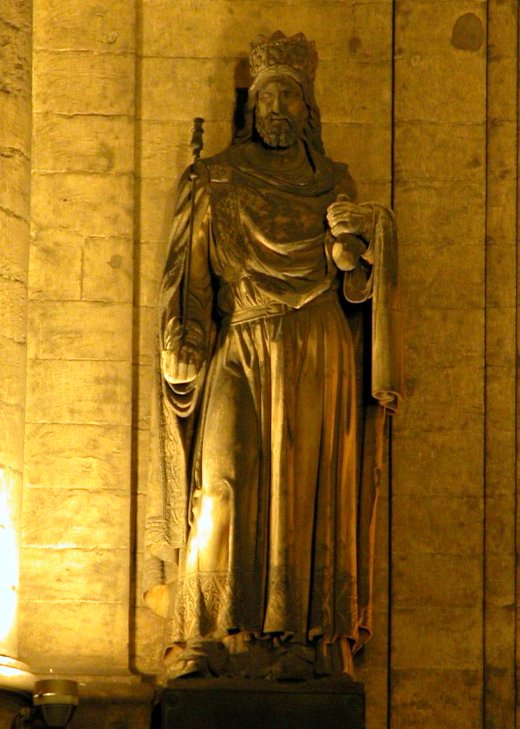
Statue de Childebert Ier sur la façade de l'Hôtel-Dieu de Lyon.

Après l'effondrement de l'Empire romain, les institutions ecclésiastiques pallient la disparition de l'administration impériale. De nombreux évêques sont issus de la noblesse gallo-romaine, qui garde longtemps une culture antique. Les plus marquants sont Rusticus (494-501), son frère saint Viventiolus (514-523), Sacerdos (549-552), fils de Rusticus, qui fait désigner par le roi Childebert Ier son neveu saint Nizier (553-573) pour lui succéder. Ce dernier est inhumé dans l'église qui prend son nom. L'influence de l'évêque de Lyon est très forte dans la région, et il conserve une aura positive dans la chrétienté. Il est appelé « patriarche » lors du concile de Mâcon de 585. Il a l'autorité sur les diocèses d'Autun, Mâcon, Chalon-sur-Saône et Langres. D'autres exemples de cette influence sont perceptibles avec l'envoi d'une ambassade en Espagne dirigée par Arigius (602-614 ?), ou la consécration d'un évêque de Cantorbéry à Lyon par Goduinus (688-701 ?).
La vie intellectuelle de cette période est mal connue. Les quelques Lyonnais qui nous ont transmis une œuvre marquante sont Sidoine Apollinaire, Eucher ou Viventiole. Le premier est l'auteur de lettres et panégyriques qui nous renseignent sur l'évolution du monde gallo-romain au Ve siècle sous la domination de peuples germains. Eucher rédige de nombreux ouvrages sur la foi chrétienne, et des lettres. Enfin, de Viventiole nous est parvenu une Vie des pères du Jura, qui décrit les débuts du monachisme dans la région. Il faut toutefois noter que ces textes datent tous du Ve siècle ou du VIe siècle, fort peu de textes proviennent de la période suivante.

### La renaissance carolingienne à Lyon
Sous le règne de Charlemagne, l'Église lyonnaise prend un essor particulier, dirigée par des hommes lié à l'Empereur dans la volonté de restaurer la religion chrétienne dans le nouvel empire. Lyon, à son échelle, participe pleinement à la renaissance carolingienne.
Ainsi, Leidrade crée deux écoles pour élever le niveau intellectuel et moral des clercs de la cité. La première, l'école des chantres, ou schola cantorum, est destinée à enseigner le chant selon le rite du Palais, la liturgie utilisée à la cour de Charlemagne à Aix-la-Chapelle, elle-même largement inspirée par celle de Rome. La seconde, la schola lectorum, est destinée à initier à la lecture et à la compréhension des textes sacrés. Le but est d'assurer une liturgie de bon niveau. Ces deux écoles sont un succès et établissent les bases intellectuelles de la ville pour les siècles suivants. Dans le même temps, Leidrade réorganise un scriptorium qui produit des ouvrages qui, provenant pour beaucoup de la collection de Florus, sont en partie parvenus jusqu'à nous ; des textes scripturaires, des ouvrages des Pères de l'Église, en particulier saint Augustin, dont il semble que l'œuvre soit présente à Lyon à cette époque, des œuvres de saint Jérôme, de Grégoire de Nazianze, de Bède le Vénérable, une loi wisigothe.
Leidrade et Agobard tentent également d'améliorer l'observance des règles suivies par les religieux de la région ; ils introduisent la réforme canoniale mise en place par Charlemagne. Cinq chapitres de chanoines sont ainsi signalés à Lyon dans le Livre des confraternités de l'abbaye de Reichenau : les chapitres cathédraux de Saint-Étienne, qui prend plus tard le vocable de Saint-Jean, Saint-Paul, Saint-Just, Saint-Nizier et Saint-Georges.
Leidrade s'attache également à restaurer le temporel de l'Église de Lyon, durement éprouvé par les spoliations des monarques francs, sans grands succès. Ses condamnations, notamment au concile d'Attigny de 822, sont jugées trop vigoureuses. Par contre, il exploite pleinement ses biens pour rénover les églises de la cité. Il réédifie Saint-Nizier, Sainte-Marie (future Notre-Dame de la Saunerie, église aujourd'hui disparue située sur l'actuel Quai de Bondy). Il restaure plusieurs autres bâtiments et surtout la « grande église » Saint-Jean Baptiste (Maxima ecclesia) et ses dépendances.

#### Les évêques de Lyon et les combats de leur temps

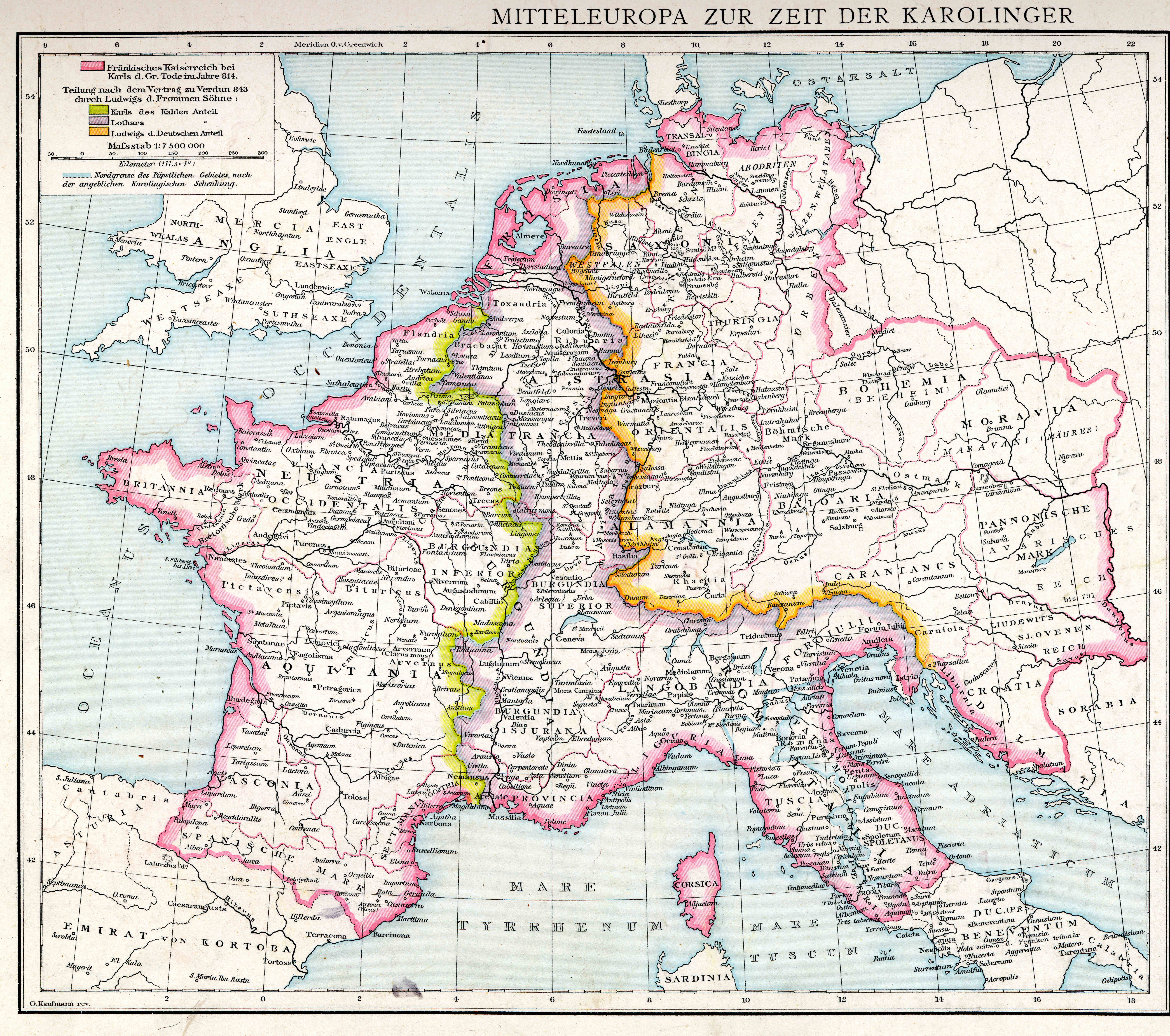
Carte de la division de l'Empire de Charlemagne au traité de Verdun.

L'archevêque Agobard prend part aux soubresauts du monde carolingien. Fidèle aux idéaux de Charlemagne, il participe à la révolte des fils de l'empereur Louis le Pieux contre leur père. Ce dernier retrouvant son trône en 834, Agobard est chassé de la ville lors du concile de Thionville de 835, le siège épiscopal se retrouvant géré par le liturgiste Amalaire. Mais le clergé de Lyon, resté fidèle à son archevêque et soudé derrière le diacre Florus, mène la vie dure à l'arrivant. En 838, à la suite de la réconciliation de Lothaire et de son père, Agobard retrouve son poste et fait condamner les innovations liturgiques de son remplaçant lors du synode de Quierzy, la même année. Dans le même ordre d'idées, dès 817, Agobard demande à Louis le Pieux de placer les Lyonnais sous les mêmes règles juridiques que les Francs, et d'abroger ainsi la loi gombette, qu'il juge barbare. Il vise ainsi, notamment, le duel judiciaire.

### L'Église de Lyon après Charlemagne: une puissance seigneuriale

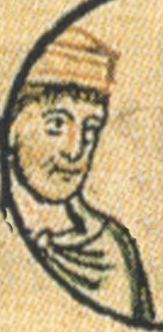
Rodolphe III de Bourgogne, lié à plusieurs évêques de Lyon. Généalogie des Ottoniens, chronique de Saint Pantaléon, XIIe siècle, bibliothèque ducale de Wolfenbüttel.

Si le visage de Lyon demeure immobile, les cadres institutionnels bougent : le pouvoir religieux impose fermement son autorité sur la ville. Pendant cette période, les archevêques dirigent dans les faits la cité située à présent trop loin des centres de pouvoir pour que les différents rois qui l'ont en leur possession puissent la contrôler réellement.
Durant le IXe siècle, l'élite religieuse lyonnaise est proche des souverains de la ville. Ainsi, Rémi Ier est archichapelain du roi Charles de Provence. Aurélien figure au premier rang de ceux qui conférèrent la royauté au duc Boson lors de l'assemblée de Mantaille en 879. Peut-être est-ce même lui qui le sacre à Lyon.
Cette proximité leur permet de progressivement restaurer les biens de l'Église de Lyon. Amolon (840-852) en obtient de l'empereur Lothaire Ier, ses successeurs poursuivent sur cette voie, Saint Rémi (852-875), Aurélien (875-895) et Awala (895-906). Au Xe siècle, face à l'affaiblissement du pouvoir impérial, les archevêques de Lyon se mettent sous la protection d'abord de l'abbaye de Cluny, puis du pape.

## L'apogée du pouvoir temporel de l'Église de Lyon;XIe–XIIIesiècle

### Patrimoine religieux

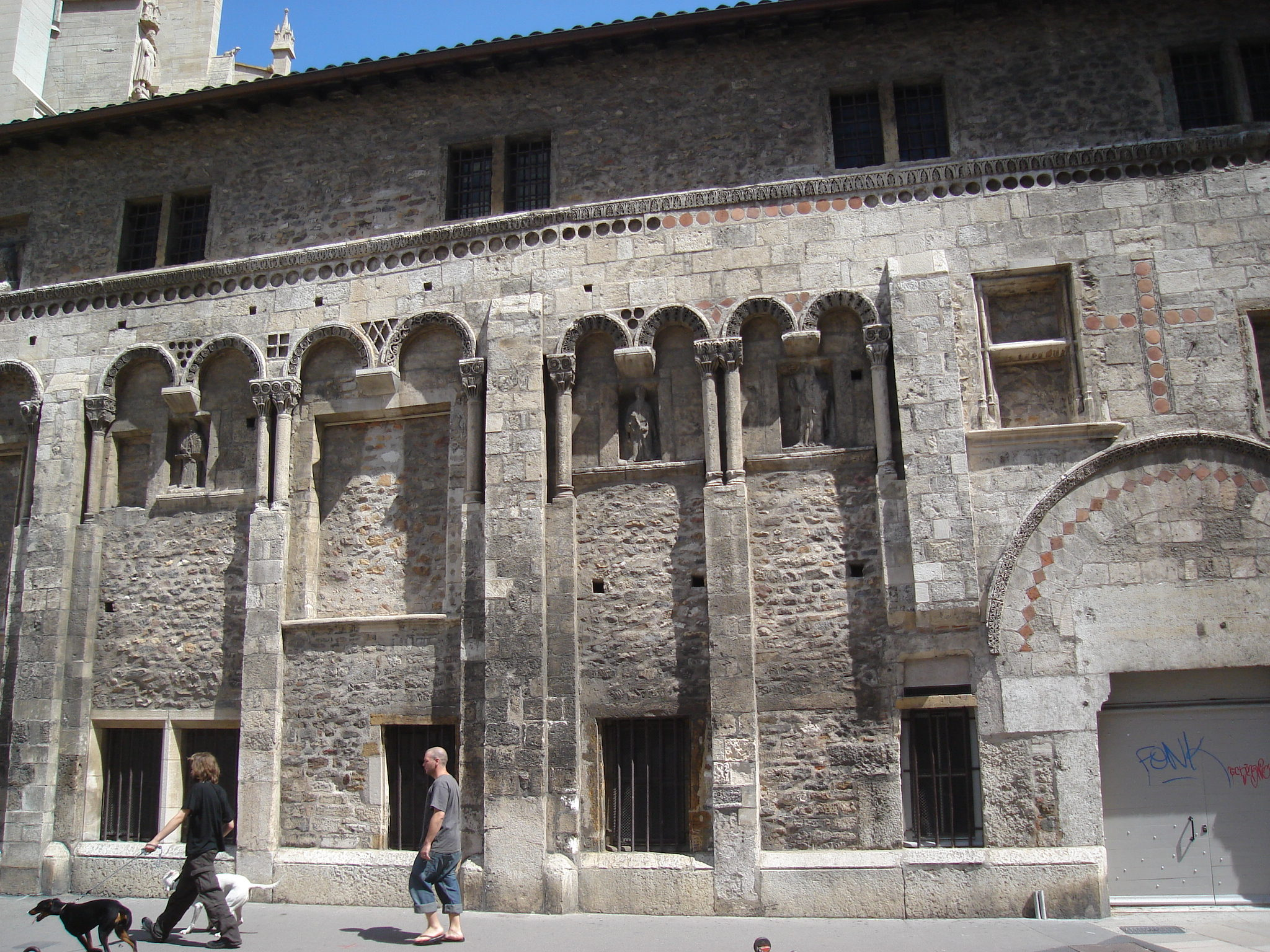
La Manécanterie jouxtant la cathédrale est bâtie au XIe siècle.

Beaucoup d'édifices menacent ruine, ne sont plus adaptés ou sont l'objet d'une volonté d'embellissement. L'église de l'île Barbe est rénovée vers 1070, celle d'Ainay fin XIe, Saint-Pierre début XIIe et Saint-Paul au cours du XIIe. L'église Saint-Just, devenue trop petite, est remplacée durant les XIIe et XIIIe siècles par une nouvelle, la troisième depuis le IVe siècle, devenant ainsi la plus grande de la ville après la cathédrale Saint-Jean. Le plus gros chantier est celui de la reconstruction de cette dernière, entamé dans les années 1170 par l'archevêque Guichard de Pontigny. Immense travail, il se poursuit durant les siècles suivants.

### Les seigneurs de Lyon: l'Église

#### Le pouvoir temporel des institutions religieuses lyonnaises
Durant les XIe et XIIe siècles, les archevêques dirigent la ville, mais sont obligés de composer avec une autre institution puissante, le chapitre des chanoines de la cathédrale. Le plus souvent indépendants des grandes puissances, les évêques sont élus de manière régulière par ce dernier dans la majorité des cas ; ceux pour lesquels il y eut une pression n'ont pas aliéné les biens de l'Église lyonnaise entre les mains d'une puissance étrangère.

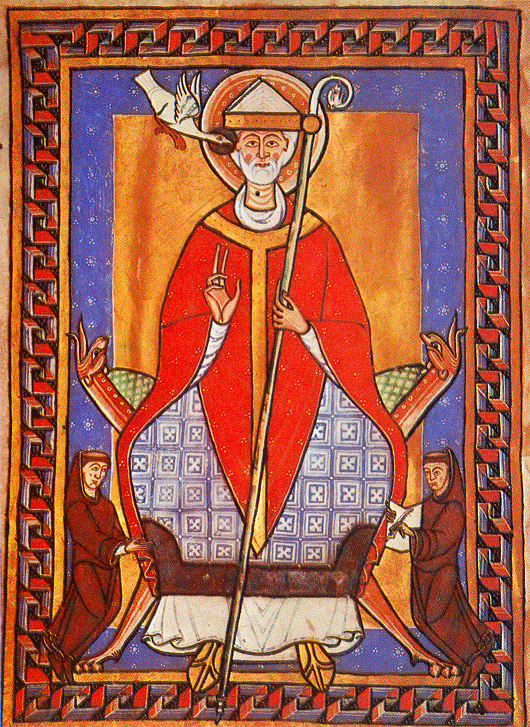
Le pape Grégoire VII, qui octroie le titre de primat des Gaules aux archevêques lyonnais. Illustration tirée du Weltgeschichte : eine Chronik de Hanns Joachim Friedrichs.

Les pouvoirs de police et de justice sont presque entièrement entre les mains de l'archevêque, les plus influents chapitres de chanoines possédant également une justice pour eux-mêmes. Il défend fermement ses privilèges de seigneur (justice, coutumes, péages, droit de battre monnaie) contre ceux qui tentent de les lui contester, en premier lieu les comtes de Forez. Lui, et les différents chapitres lyonnais, possèdent l'ensemble du sol de la cité, qui relève de la directe. Par ailleurs, ils tiennent de vastes terres dans les environs de Lyon qui, bien gérées, drainent de solides revenus vers la cité et les institutions ecclésiastiques. Ainsi, l'archevêque possède des terres dans les Monts d'Or et entre les vallées de la Brévenne et du Gier. Les chanoines d'Ainay sont bien pourvus dans la basse vallée d'Azergues, et au sud-est immédiat de Lyon. Les moniales de Saint-Pierre tiennent des terres dans le Bas-Dauphiné. Enfin, le chapitre de l'Île Barbe développe ses fiefs dans le sud des Dombes, le Forez et la Drôme.
Le prestige du trône épiscopal se trouve également renforcé par une nouvelle distinction : Gébuin reçoit de la part de Grégoire VII le titre (ou sa confirmation) de primat des Gaules. Cette distinction donne à son titulaire une prééminence sur les territoires des quatre provinces romaines délimitant la Gaule à l'époque : Lyon, Rouen, Tours et Sens. Il n'est accepté qu'à Tours, l'archevêque de Sens, soutenu par le Roi de France, refusant cette primauté, allant jusqu'à la réclamer pour lui-même. Toutefois, cette distinction reste très théorique, elle n'accorde pas de pouvoirs juridiques ou institutionnels. Ainsi, durant un siècle, aucun archevêque lyonnais ne décide de la faire figurer dans sa titulature.
L'archevêque n'est pas la seule force politique à Lyon. Il trouve face à lui les chanoines des plus grands chapitres de la ville, et surtout du premier d'entre eux : celui de Saint-Jean. Ces chanoines possèdent une fortune foncière importante, des droits seigneuriaux notables et ne veulent pas se laisser réduire par un évêque trop entreprenant. À partir du XIIe siècle, le chapitre cathédral, composé essentiellement de nobles, constitue un corps puissant qui compte de plus en plus dans la politique locale. Ainsi, même si les chanoines doivent tous jurer fidélité à l'archevêque, ce dernier doit lui aussi, avant d'entrer en fonction, jurer devant le chapitre d'observer tous les engagements de ses prédécesseurs, les statuts de l'Église de Lyon, d'accepter les franchises et immunités du chapitre.

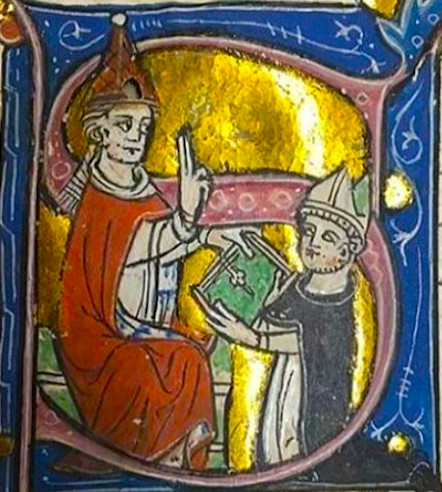
Jean XXII bénissant Bernard Gui, évêque de Lodève. Enluminure dans Speculum Sanctorale de Bernard Gui, Bibliothèque municipale de Toulouse.

La zone d'influence politique des seigneurs de Lyon, c'est-à-dire l'archevêque et les chanoines-comtes de Saint-Jean, qui gouvernent conjointement, est restreinte. Ils possèdent peu de places fortes loin du comté du Lyonnais lui-même. Mais à l'inverse, ils sont tout-puissants au sein de celui-ci, excepté dans les environs de Tarare, où l'abbaye de Savigny règne largement. Ce pouvoir est autant un pouvoir politique qu'économique. Les seigneurs de Lyon possèdent la plupart des châteaux, siège de la haute justice, et tiennent en lien vassalique un grand nombre de familles nobles locales. Cette domination seigneuriale implique un drainage vers Lyon de grandes quantités de revenus : redevances foncières, taxes sur les marchés et foires, sur les fours, les moulins, les pressoirs.
Le XIIIe siècle est une période de prospérité pour les seigneurs ecclésiastiques lyonnais. Ils profitent des visites de plusieurs papes (Innocent IV y séjourne, Clément V y est couronné, Jean XXII y est élu) et des conciles (1245 et 1274), pour obtenir des faveurs. Ils utilisent leur fortune et les difficultés des nobles pour arrondir leurs possessions. Ils améliorent méthodiquement l'administration de leurs biens, du point de vue fiscal, militaire comme judiciaire. Pour cela, ils perfectionnent le système de l'obéance,,. Soucieux de tenir en main leurs hommes, ils sillonnent régulièrement leurs juridictions, séjournant dans leurs châteaux pour y rendre justice et vérifier les comptes.

#### L'Église de Lyon et les comtes du Forez
Durant les XIe et XIIe siècles, les comtes du Forez tentent de mettre la main sur les possessions de l'Église de Lyon. Ils sont toujours contrés par l'archevêque qui trouve appui auprès de puissants, avec notamment la bulle d'or octroyée par Frédéric Barberousse en 1157 qui réaffirme son autorité sur de larges possessions. Un court conflit a alors lieu avec le comte Gui, qui aboutit après plusieurs péripéties à l'accord dit du Permutatio : l'archevêque abandonne tous ses droits dans la vallée de la Loire, et la dynastie du Forez abandonne toutes ses prétentions sur la région du lyonnais.

#### L'Église de Lyon et l'émancipation politique de la bourgeoisie
Les institutions de la ville restent immobiles durant cette période, contrairement à ce qui se fait dans une grande partie des villes médiévales. Il faut des décennies de lutte entre les forces ecclésiastiques et bourgeoises pour qu'une charte donne à ces derniers un vrai pouvoir politique. C'est au prix de l'indépendance de la cité, qui passe sous le giron du roi de France.
Mais cette puissance commence à être contestée de l'intérieur de la ville par les bourgeois qui tentent de trouver une place dans l'administration de leur cité. Pour préserver leur domination, les chanoines ferment progressivement l'accès aux institutions maîtresses, les chapitres de Saint-Jean et de Saint-Just. La cooptation devient la règle, entre des familles bientôt toutes nobles, et un numerus clausus est instauré. Selon Michel Rubellin, « les neveux siègent à côté des oncles en attendant de prendre leur place ». Cette fermeture est autant tournée contre le patriciat urbain, que contre les chanoines imposés de l'extérieur soit par des papes de passage, soit par des archevêques venus de l'extérieur du microcosme lyonnais. Les bourgeois lyonnais se tournent alors vers l'Église de Saint-Nizier, qui obtient en 1306 un chapitre de l'archevêque Louis de Villars, mais cette église n'a pas le prestige et le pouvoir des anciennes fondations.

### Vie religieuse

#### Un certain conservatisme
À l'orée du nouveau millénaire, l'Église de Lyon a sacrifié aux errances de son temps ; la plupart des chanoines ne vivent plus en communauté et sont très éloignés des idéaux de la réforme grégorienne qui arrive. Plusieurs papes enjoignent aux membres des différents chapitres de se réformer dans l'esprit des règles des saints fondateurs, dont le pape Grégoire VII qui leur adresse une lettre officielle le 20 avril 1079. Ces différentes remontrances n'ont que peu d'effets dans la cité lyonnaise, qui ne suit pas le mouvement réformateur comme celui du Languedoc. Au contraire, les chapitres principaux renforcent leur organisation et leurs usages, poursuivant leur enrichissement. Deux autres établissements, plus récents et moins influents, reprennent, eux, vie commune et idéal de pauvreté. Symptomatiquement, ils sont issus de la volonté des deux prélats réformateurs qu'a connus Lyon sur cette période. Le premier, Notre-Dame de la Platière, est imposé par Gébuin, sur la Presqu'île. Il reste très modeste. Le chapitre de Saint-Irénée, réformé par Hugues de Die, ne pèse pas non plus d'un grand poids dans la vie religieuse lyonnaise.
Cet immobilisme lyonnais dans le domaine religieux se ressent également dans la stagnation des centres intellectuels dans la ville. Les bibliothèques des églises ou cathédrales sont maigres ; nulle université n'est fondée sur cette période. Les clercs lyonnais, par ailleurs, ne produisent aucune œuvre littéraire connue, et seules les poésies de la prieure de la chartreuse de Poleteins en Dombes, Marguerite d'Oingt, sont connues.
Ce conservatisme est peut-être l'une des causes de l'apparition du mouvement vaudois dans la ville. Malgré le peu de documents sur l'histoire proprement lyonnaise de Valdès et de ceux qui l'ont suivi, il est significatif qu'un élan de retour à la pauvreté apostolique prenne naissance à Lyon à cette époque. Vers 1170–1173, Valdès se débarrasse de sa fortune en dotant sa femme et ses filles, et donne le reste aux pauvres. Puis il se met à prêcher dans les rues en mendiant son pain. Des disciples le rejoignent peu à peu et des membres du clergé se plaignent de lui. À l'origine, les « pauvres de Lyon » sont protégés par l'archevêque Guichard de Pontivy, un prélat favorable à la réforme grégorienne. Soucieux d'orthodoxie, Valdès et les siens vont en 1179 au concile de Latran où ils obtiennent l'approbation par Alexandre III de leur mode de vie. En revenant, ils reprennent leurs prêches, s'attirant l'inimitié de nombreux chanoines, et particulièrement de ceux du chapitre cathédral. À la mort de Guichard, ces derniers élisent à sa place un homme plus éloigné des idéaux réformateurs, Jean Belles-mains, qui expulse aussitôt Valdès et les siens en 1183. Après cet épisode fondateur, il n'est plus jamais question des « pauvres de Lyon », comme ils se nomment eux-mêmes, dans la ville.

#### Le christianisme à Lyon auXIIIesiècle: transformation et gloire éphémère

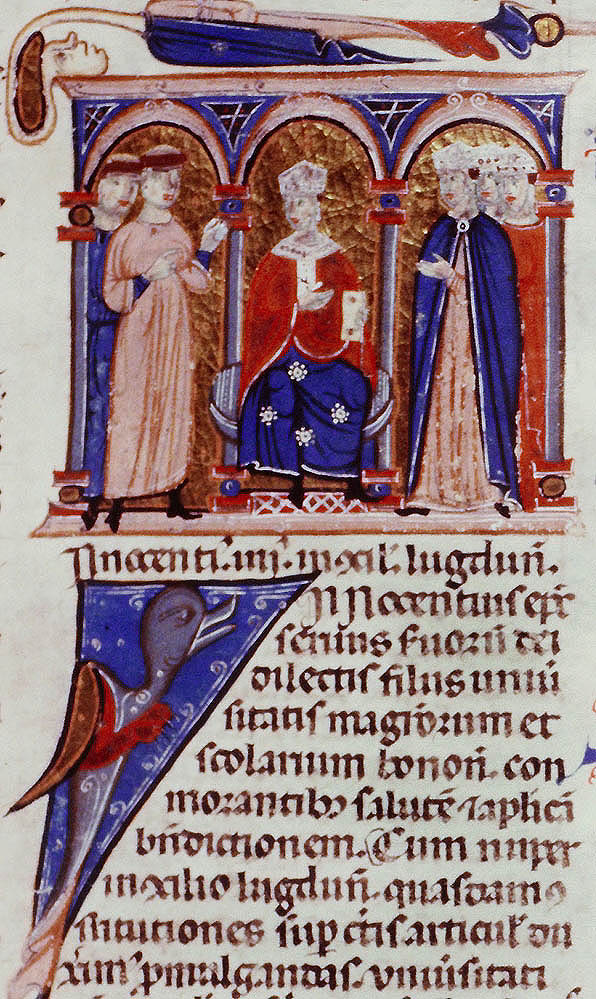
Innocent IV au concile de Lyon, miniature de 1278. Ms.1 Syracuse University Library.

Les forces religieuses traditionnelles lyonnaises que sont l'archevêque et les chanoines des principales églises voient leur influence spirituelle se réduire durant le long XIIIe siècle de la cité. Les archevêques, peu en accord avec leur chapitre cathédral, ne peuvent s'appuyer sur lui pour leur ministère paroissial. Par ailleurs, la plupart des prélats de cette époque ont un règne court, empêchant toute continuité spirituelle. Philippe Ier de Savoie, celui qui reste aux affaires le plus longtemps, est un seigneur surtout attaché à défendre les intérêts matériels et politiques de son lignage.
Les chanoines sont avant tout des seigneurs gestionnaires de leurs obéances,. Le serment d'entrée au chapitre cathédral ne mentionne aucune obligation spirituelle, mais bien la conservation des biens de la communauté. Leur seule action concrète consiste en l'assistance traditionnelle aux pauvres et au service liturgique de la cathédrale. Jaloux de leurs prérogatives scolaires, ils s'opposent longtemps à l'ouverture de toute autre structure éducative, notamment la création de cours de droit à destination des bourgeois, soucieux de formations utiles.
Le réveil spirituel de Lyon n'est donc pas le fait de ces deux groupes, mais bien des ordres mendiants qui s'installent à Lyon à cette période. Ils sont bien accueillis par les archevêques et bénéficient souvent de leur libéralité testamentaire. Les premiers sont les Dominicains, qui viennent dès 1218 s'installer sur les pentes de Fourvière, avant de se fixer sur la presqu'île, en 1235, entre les deux ponts, où ils édifient Notre-Dame de Confort. Les Cordeliers s'établissent dans le centre marchand lyonnais, près des berges du Rhône en 1220. Ces deux premiers groupes rencontrent de francs succès. Ils reçoivent de nombreux dons et legs. Au tournant du siècle, les Carmes s'installent au-delà des Terreaux. Ils sont suivis en 1304 par les Clarisses et en 1319 par les Augustins. Même si leurs actions sont mal connues, il est possible de supposer qu'ils influencent fortement le développement du mouvement confraternel lyonnais.
Lyon connaît également à cette époque plusieurs moments de gloire, avec l'accueil de deux conciles généraux et la venue de plusieurs papes. Ces moments ne permettent toutefois pas à la cité de prendre un essor religieux particulier.
Le premier concile de Lyon est convoqué en 1245 par le pape Innocent IV. Il a pour but principal la déposition de l'empereur Frédéric II dans le cadre de la lutte entre l'empereur du Saint empire et la papauté. À cette occasion et pour s'éloigner de son ennemi, le pape et toute la curie restent à Lyon durant six ans, jusqu'en 1251. Le deuxième concile de Lyon est convoqué en 1274 par le pape Grégoire X. Les principaux sujets débattus sont la défense de la terre sainte, la réunion des églises d'occident et d'orient, et l'amélioration de l'élection pontificale. Dans le cadre de ces deux conciles et suivant une tendance générale à l'Europe chrétienne, les autorités lyonnaises commencent à persécuter la communauté juive lyonnaise, avec une première expulsion de la ville en 1250, pour s'achever en 1420 par son exil pour trois siècles. En 1305, le pape Clément V est couronné à Lyon. Le choix de la ville est dicté par le roi de France Philippe le Bel, qui entend affirmer son pouvoir sur place et en profite pour venir faire une entrée. En 1316, c'est encore une décision royale qui impose le site de Lyon pour l'élection et le couronnement de Jean XXII.
À chaque fois, c'est toujours une volonté extérieure ou une opportunité politique qui dicte les événements, et jamais la volonté des habitants lyonnais. Ces derniers ne retirent que peu d'avantages particuliers de ces moments de gloire éphémères, qui ne déclenchent aucun essor économique ou politique.

## La fin du Moyen Âge

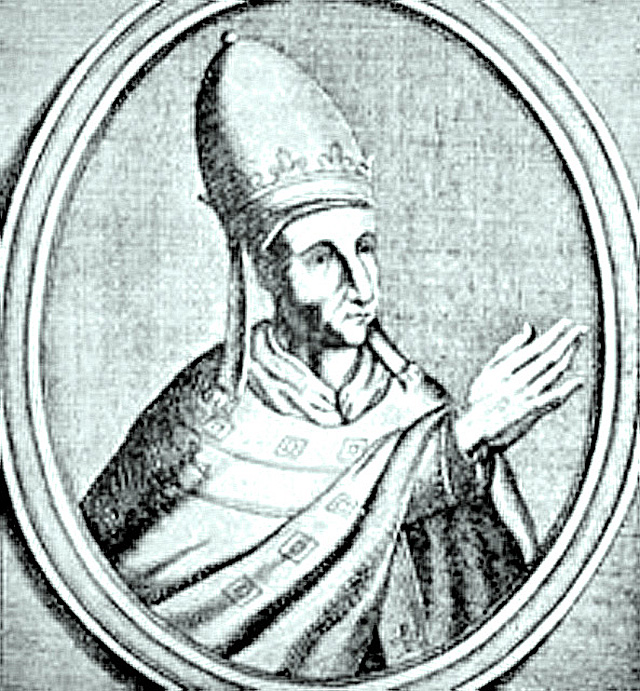
Gravure représentant le pape Jean XXII.

Lyon, à la fin du Moyen Âge, n'a plus le prestige des siècles précédents lui permettant d'attirer papes et conciles. La proximité de la résidence papale à Avignon lui procure certes un mouvement important de clercs et de penseurs qui traversent la cité, mais sans que la ville rayonne spirituellement. Son apparition dans les affaires chrétiennes de l'époque se limite à l'élection de Jean XXII et aux conférences qui préparèrent l'abdication de l'antipape Félix V, le duc de Savoie Amédée VIII.

### L'encadrement du diocèse
Les archevêques de Lyon, depuis l'année charnière de 1312, ont perdu une grande part de leur pouvoir judiciaire et politique. Malgré leurs efforts pour en récupérer et préserver ce qui leur reste, leur influence est lentement grignotée. Ainsi, malgré les accords passés en 1320 qui placent le tribunal du sénéchal royal à Mâcon, ils s'installent rapidement dans l'Île Barbe, puis définitivement dans la ville, près du cloître Saint-Jean.
La plupart des archevêques de cette période gouvernent efficacement leur diocèse ; beaucoup ont une solide expérience, une grande culture ou une haute valeur spirituelle. Ils développent les rouages de leur administration ; étant fréquemment appelés loin de leur région, ils doivent pouvoir s'absenter sans que cela nuise au fonctionnement spirituel du diocèse. Les hommes forts sont alors le vicaire général et l'official. Le premier a la charge de tout ce qui relève de l'administration concrète et spirituelle. Le second dirige la justice archiépiscopale, progressivement affaiblie par les pertes de compétences, mais toujours fondamentale pour tout ce qui concerne, entre autres, les testaments.
Les chapitres de chanoines sont toujours à cette époque peuplés pour la plupart de familles nobiliaires ou bourgeoises. Le chapitre de la cathédrale Saint-Jean, riche de nombreuses terres et droits, et qui s'emploie à agir dans la politique locale, ce qui absorbe une partie de sa richesse. Peuplé de clercs qui résident peu dans leur cloitre, il est toutefois en meilleur état spirituel que celui de Saint-Just, dont les membres respectent aussi peu les règlements, mais en plus se déchirent et dont la fortune matérielle souffre des conflits internes. À l'inverse, le chapitre de Saint-Paul, dont les membres suivent les directives d'une vie régulière, est prospère,.

### La vie spirituelle lyonnaise
L'étude de ces derniers permet de percevoir une certaine évolution dans la manière de considérer l'au-delà et la nécessité de sauver son âme. Alors qu'au XIVe siècle, les bourgeois lyonnais consacrent une partie importante de leurs dons aux œuvres pieuses ou pour les pauvres, au cours du XVe siècle, cette part se réduit, au profit des messes pour leur propre rédemption. De même, les dons pour les œuvres charitables sont moins destinés directement à aider les nécessiteux qu'à faire fonctionner les institutions. Cette transformation va de pair avec le mouvement plus général des mentalités en Europe occidentale, où la place du « pauvre » se modifie, et où la religion prend une dimension plus intime, plus personnelle. Elle prépare ainsi l'arrivée de la Renaissance, à Lyon comme ailleurs,.

## Les guerres de religion
Entre 1520 et 1600, Lyon connait une forte crise religieuse. De nombreux lyonnais se convertissent à la religion réformée, ce qui amène à la prise du pouvoir de la ville en 1562. Cette situation dure un an, et les réformés rendent les clés de la cité dans le calme. Cela n'empêche pas la fin du siècle de voir les conflits s'envenimer jusqu'à l'expulsion ou le départ de la plupart des protestants. Un moment tentée par la Sainte Ligue, Lyon reste néanmoins une ville fidèle à Henri IV après sa conversion.

### L'arrivée des idées nouvelles

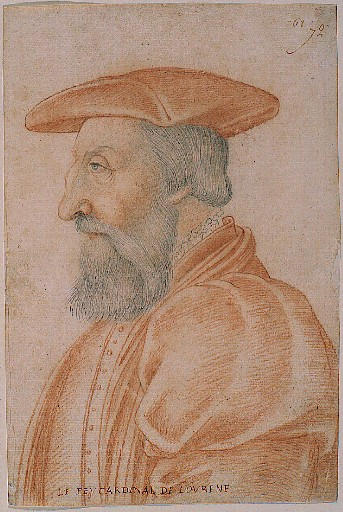
Portrait de Jean de Lorraine, archevêque de Lyon. Dessin anonyme, musée de Fécamp.

À Lyon, la fin du XVe siècle, comme le début du XVIe siècle, sont des périodes sans relief du point de vue religieux. L'archevêque François de Rohan (1501-1536), « le meilleur de son époque » selon Henri Hours, marque le premier siècle de l'époque moderne de son empreinte. Il réside souvent dans son diocèse, en prend soin et ne manque pas, lors du concile provincial de 1528, de condamner les doctrines de Luther.
Les premières mèches de la réforme arrivent dès les années 1520, portées par des imprimeurs venus d'Allemagne et de Genève, mais elles restent longtemps isolées. En réaction, François de Rohan organise un concile provincial en 1528, qui prend diverses mesures pour contrer les déviations.
À partir de cette date, des cycles de prosélytisme protestant succèdent à des moments de répression catholique, ces derniers ne parvenant pas à empêcher la diffusion des idées nouvelles ; ceci d'autant plus que les archevêques Jean de Lorraine (1537-1539) et Hippolyte d'Este (1539-1551) sont le plus souvent absents de leur diocèse. Ils ne font plus venir de prédicateurs notables. Les commandes de livres pieux baissent, alors qu'au même moment monte la concurrence d'ouvrages profanes, d'esprit humaniste ou déjà réformateurs. Toutes les strates de la société lyonnaise sont finalement touchées.
Le développement du mouvement dans l'ensemble de la société lyonnaise n'a lieu que dans les années 1550, malgré les exils et les persécutions, notamment l'exécution du pasteur Claude Monier en octobre 1551. Cette expansion, importante, peut s'expliquer de plusieurs manières. Éloignement de la Sorbonne, proximité de Genève sont des causes externes importantes. Parmi les facteurs propres à la ville, il y a le dévouement d'une partie des imprimeurs, la négligence spirituelle d'archevêques résidant avant tout à la cour du roi, ou l'assoupissement d'une partie des forces religieuses de la cité. Toutes les couches de la société sont touchées par les conversions, dans des proportions impossibles à évaluer. Seuls les Lyonnais d'origine italienne restent à l'écart de ce mouvement.

### Les protestants maîtres de la ville

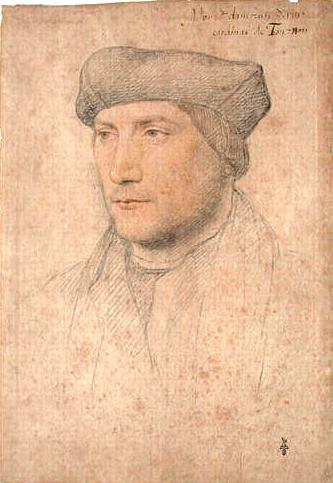
Portrait de François de Tournon, archevêque de Lyon, d'après Jean Clouet, musée Condé.

Dans les années 1550, le nouvel archevêque, François de Tournon (1551-1562) opte pour une action plus ferme, mais le consulat, désireux d'éviter des troubles mauvais pour les foires et le commerce, freine toute action trop violente. La situation se tend progressivement, tandis que des membres des milieux les plus élevés se convertissent : deux notables protestants sont acceptés au consulat en décembre 1561.
En 1562, dans la nuit du 29 au 30 avril, les réformés prennent d'assaut l'hôtel de ville, font fuir les chanoines et l'archevêque. Ils prennent la forteresse de Pierre-Scize le 7 mai. Minorité déterminée, elle tient la ville par la force, soutenue par le Baron des Adrets. Cette situation dure jusqu'au 15 juin 1563, où un compromis rend les clés de la ville aux forces officielles. Celui-ci est négocié par le maréchal de Vieilleville ; il permet la réouverture des églises, et le maintien de trois temples, édifiés aux Cordeliers, à Confort et à la Charta.
Durant la décennie 1562 - 1572, les deux parties s'affrontent le plus souvent par la presse et les prédications, avec quelques accès de violences. Mais les réformés sont finalement brisés le 31 août 1572. Des massacres de plusieurs centaines de personnes dans une ambiance exaltée de reconquête du catholicisme ont lieu à la suite de la Saint-Barthélémy, ils sont appelés les Vêpres lyonnaises,.

### La tentation ligueuse
La restauration catholique se fait à Lyon moins par l'action des archevêques que par celle de prêtres résolus, au premier rang desquels il faut citer le père Edmond Auger, arrivé en ville en 1563. Ce dernier déploie une énergie considérable durant quinze ans, faisant un grand nombre de prédications, montrant un grand dévouement lors de l'épisode de peste de 1564, soutenant des controverses avec les pasteurs et faisant publier un catéchisme largement diffusé. Dans le même esprit, on peut citer le doyen du chapitre de la cathédrale Jean de Vauzelles. Ils sont aidés par ce qui constitue le pilier catholique de la ville à cette époque : le collège de la Trinité, confiés aux jésuites en 1567 à la suite des pressions de Jean de Vauzelles,.
Durant les années 1570 et 1580, Lyon manifeste un catholicisme de combat, refusant souvent les tiédeurs royales vis-à-vis de la religion réformée. Cette opposition au roi est avant tout religieuse, et ne devient politique qu'avec l'arrivée d'Henri IV, protestant. Le mouvement ligueur lyonnais est donc important jusque dans les années 1590. Lorsque Henri IV se convertit au catholicisme en juillet 1593, la ville bascule progressivement dans l'autre camp. Ses autorités, avec le soutien de l’archevêque Pierre d'Épinac, arrêtent en septembre 1593 le gouverneur du Lyonnais, le duc de Nemours, qui tente de soulever le peuple.
La restauration catholique est, enfin, parachevée par l'archevêque Pierre D'Épinac (1574-1599). Rigoureux et sérieux, il réforme l'administration du diocèse avec énergie, mais surtout montre l'exemple auprès de la population,.
Henri IV, en représailles contre la ville ligueuse, promulgue l'édit de Chauny en 1595 qui soumet solidement la municipalité lyonnaise au roi. Avec la fin du siècle se terminent les troubles qui ont secoué la cité lyonnaise plus de cinquante ans durant. Pour une fois en phase avec l'évolution générale de la France, Lyon s'engage alors dans les siècles d'absolutisme en bonne ville du roi.

## Sous l'absolutisme, une vivacité religieuse vigoureuse, puis déclinante

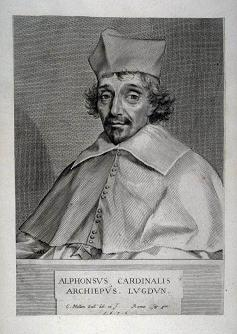
Alphonse-Louis du Plessis, frère de Richelieu, gravure d'Abraham Bosse.

Lors de la première moitié du XVIIe siècle, après la sortie des crises religieuses, et des soubresauts de la ligue, le pouvoir royal utilise toute son influence pour imposer des archevêques fiables, au profil plus politique que mystique. Les différents prélats qui se succèdent ne résident, en outre, pas beaucoup sur place, étant souvent à la cour du roi, ou en mission pour lui. Cette politique trouve son acmé avec la nomination du propre frère de Richelieu, Alphonse-Louis du Plessis de Richelieu, en 1628. Ils mènent une politique de soutien au pouvoir royal et de reconquête religieuse de l'ensemble de la population. Camille de Neufville de Villeroy (1653-1693), issue de l'illustre famille Neufville de Villeroy, marque par sa présence et la durée de son épiscopat le diocèse lyonnais. À l'unisson du pays, la région connaît un grand développement religieux, autour de trois axes majeurs : encadrement de tous les fidèles, instruction spirituelle de la population avec notamment l'œuvre de Charles Démia, et formation du clergé.
En définitive, les efforts entrepris permettent de construire dans la ville et ses environs une foi solide et encadrée. Selon Jacques Gadille, « considéré vers le milieu du siècle, le diocèse de Lyon apparait en pleine santé et donne le sentiment d'être entré à pleines voiles dans cette nouvelle chrétienté que le catholicisme français édifie depuis 150 ans ».

## LeXVIIIesiècle, de l'assoupissement à la Révolution

### L'affaiblissement du sentiment religieux
Durant la deuxième moitié du XVIIIe siècle, le retournement de tendance est flagrant, la vivacité religieuse laissant la place à un assoupissement, tandis qu'irrespect ou indifférence s'immiscent dans la sphère intellectuelle de la région.
Le recrutement, dans tous les domaines de la vie religieuse, se tarit lentement. Le nombre de vocation de prêtres, de religieux, tant masculins que féminins se réduit considérablement. Certains ordres religieux disparaissent. De même, les associations laïques s'effacent du paysage public lyonnais, n'organisant plus, par exemple, de grandes manifestations populaires de piété. Autre symbole du relâchement de la conscience religieuse, une communauté juive se réinstalle en ville lors des années 1780.
Durant cette période, des courants jansénistes mal combattus réapparaissent sans qu'ils s'imposent. De même, la franc-maçonnerie connaît un certain succès.

### Église lyonnaise sous la Révolution
Comme la plupart des diocèses de France, celui de Lyon subit sévèrement l'épisode révolutionnaire, qui divise les consciences et affaiblit fortement les communautés religieuses de la région. L'archevêque de Marbeuf refuse tout serment, fuit dès les débuts de la Révolution, et organise la résistance depuis l'Italie avec l'aide d'hommes déterminés sur place.

#### La division du clergé

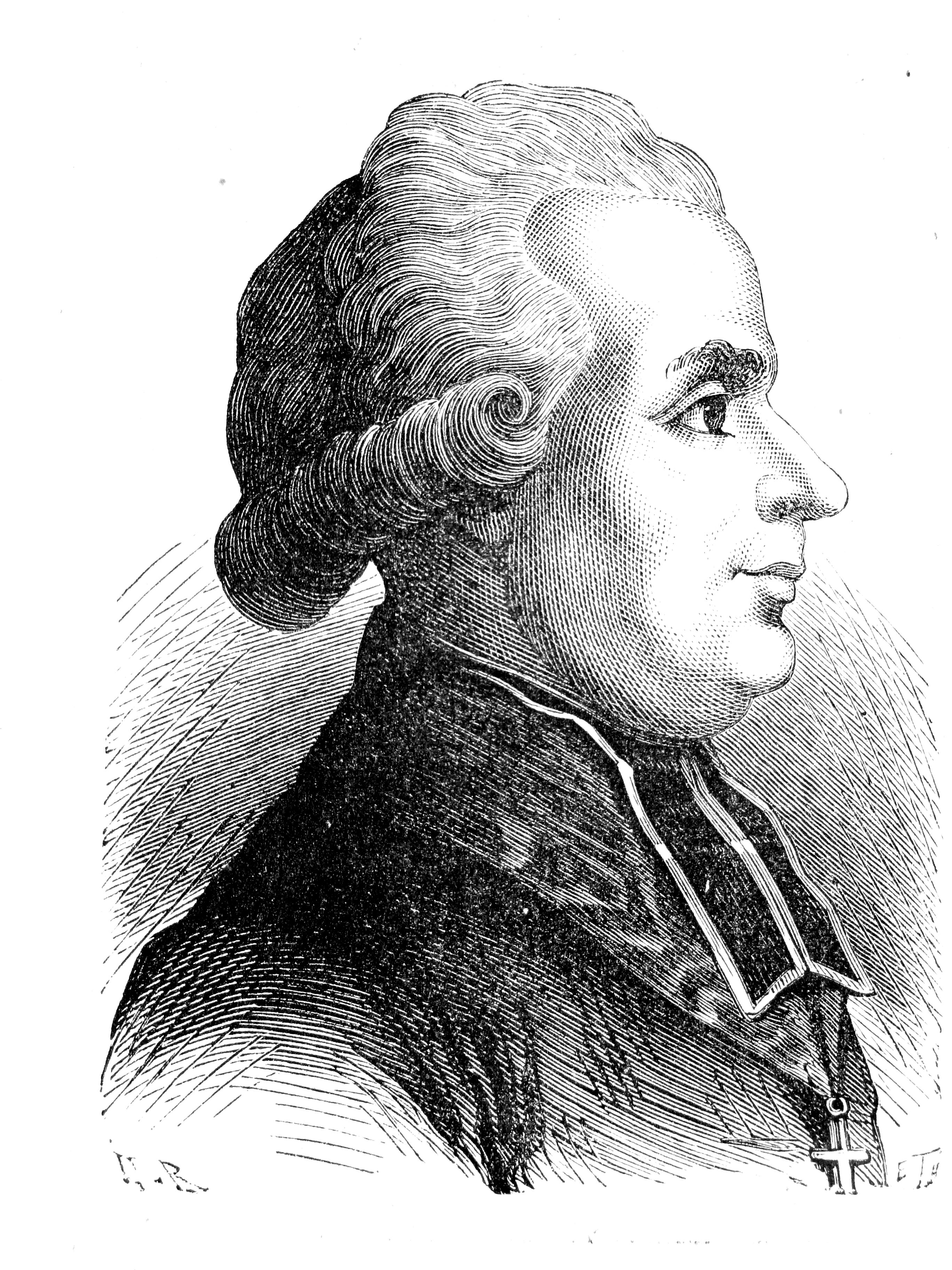
Antoine-Adrien Lamourette, prélat constitutionnel de Lyon de 1791 à 1794. Gravure de 1889 de E.Thomas issue de l'ouvrage de Augustin Challamel et Desire Lacroix : Grands hommes et grands faits de la Révolution française.

À la veille de la Révolution, Lyon voit arriver à la tête du diocèse un archevêque conservateur, Mgr de Marbeuf. Dès la préparation de la réunion des États généraux, il se fait remarquer de l'opinion lyonnaise en s'inquiétant des troubles et du désordre que cette initiative engendre. Des groupes de Lyonnais le raillent alors dans une mascarade, et il n'ose pas venir dans son diocèse, craignant que sa venue provoque des émeutes. Les événements révolutionnaires se poursuivant, il émigre rapidement ; et Lyon ne voit jamais celui qui lutte férocement contre les réformes à distance.
Le clergé, dès la préparation des cahiers de doléances, se divise entre les prêtres les plus modestes et les vicaires et autres titulaires de bénéfices ecclésiastiques. Cette division est accentuée par le refus définitif de l'archevêque de la constitution civile du clergé et des serments. À partir de ce moment, il s'engage dans une opposition systématique envers l'église constitutionnelle et organise depuis l'étranger l'Église « légitime ».
Le remplaçant de Mgr Marbeuf est Antoine-Adrien Lamourette qui réside assez peu dans son diocèse, étant élu à l'Assemblée législative. Dans les années 1791 - 1793, un grand nombre de prêtres reste dans le giron de l'Église constitutionnelle. Mais progressivement, au fur et à mesure des anathèmes prononcés par Mgr de Marbeuf contre les différents serments, de plus en plus de prêtres les refusent ou se rétractent. Durant cette période, toutefois, les deux clergés coexistent correctement, les mesures d'exil contre les réfractaires étant appliquées très souplement.

#### Déchéance de l'Église constitutionnelle et résistance de l'Église réfractaire
Tout change avec l'opposition de Lyon à la Convention et le siège de la ville en 1793. Tombée aux mains des révolutionnaires lyonnais les plus acharnés, les mesures antireligieuses se multiplient. Les plus notables sont la transformation de la Cathédrale Saint-Jean en temple de la Raison, des processions burlesques, la destruction de nombreux symboles publics religieux, l'arrestation de nombreux prêtres, notamment de nombreux constitutionnels. Cette première vague déstructure complètement l'Église officielle lyonnaise, et le deuxième assaut lors des persécutions de Fructidor achève de la rendre exsangue. Après la mort de Lamourette, guillotiné en 1794, on attend 1797 pour lui élire un remplaçant, Claude François Marie Primat, qui, par crainte du climat local, ne vient qu'en 1799.
Pendant toute la Révolution, un culte caché survit et se développe, massivement soutenu par la population, surtout dans les campagnes. Dès après la journée du 10 août 1792, un vicaire de Marbeuf, De Castillon, rentre secrètement d'exil et prend contact avec l'abbé Linsolas. À eux deux, ils réorganisent secrètement le clergé réfractaire, entretenant une correspondance étroite et régulière avec l'archevêque resté en Italie. De Castillon pris et exécuté à la fin de 1793, Linsolas tient seul jusqu'à la fin de la période révolutionnaire les rênes du clergé réfractaire lyonnais. Il développe une organisation pastorale complète, avec vingt cinq missions réparties dans tout le diocèse, parvenant à construire un petit séminaire, et à jeter les bases d'un grand séminaire.
À la sortie de la période révolutionnaire, l'indifférence religieuse ou l'hostilité envers l'Église semble avoir nettement progressé. Dans les bourgs ouvriers tels que Roanne ou Saint-Étienne, encore très pratiquants avant, de larges pans de la population se sont éloignés de la religion. Très divisés, les deux clergés ne se rapprochent pas aisément, Marbeuf et Linsolas refusant toute conciliation avec les constitutionnels. À la mort de Marbeuf, en 1799, le diocèse est délabré et doit attendre trois ans pour retrouver un prélat qui entame le relèvement.

## 1805 - 1875: Le catholicisme lyonnais en reconquête
« Malgré ces vicissitudes, la reconstruction concordataire est à Lyon particulièrement rapide et brillante, suivie, pendant la Restauration, d'une effervescence religieuse riche de fondations de toutes sortes ». Avec la constitution de nombreuses nouvelles congrégations, le développement du culte marial et l'apparition d'un catholicisme social vivace, la cité reste une terre catholique ; l'apparition d'un anticléricalisme puissant est tardif. Sur le plan culturel, cette époque est celle de la naissance et de la prospérité de l'école lyonnaise de peinture, liée aux courants mystiques particuliers à la ville rhodanienne.

### Un vif essor après les destructions révolutionnaires

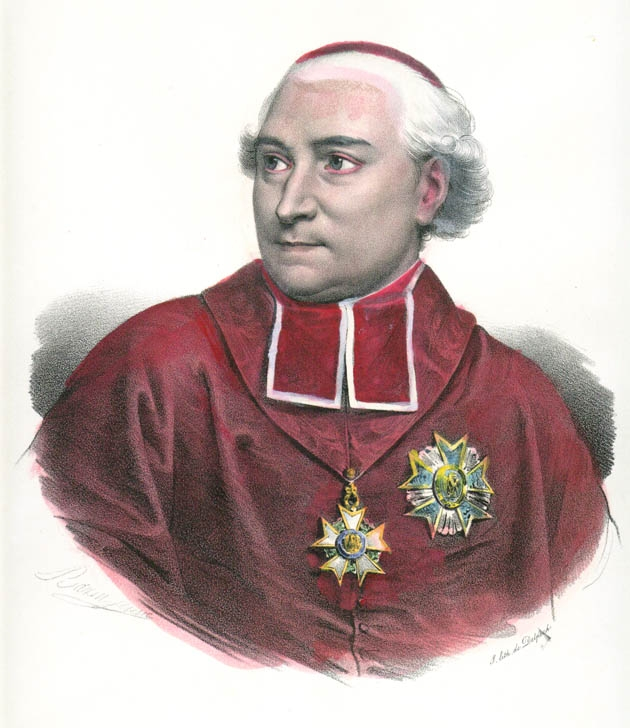
Le Cardinal Joseph Fesch, archevêque de Lyon de 1802 à 1839.

Lyon, à la sortie de la Révolution, ne connaît pas un trop grand détachement religieux, contrairement à de nombreuses campagnes environnantes. De fait, l'attachement à la tradition chez une minorité conduit quelques prêtres à refuser le concordat et construire une Petite Église à Lyon. Elle n'aura pas une grande postérité. Dès 1805, les nouvelles autorités religieuses sous la direction de Joseph Fesch ont résolu la plupart des problèmes matériels des prêtres. Durant la période impériale, le nombre d'ordinations bondit, ce qui permet au diocèse de combler les postes vides, et de pourvoir à d'autres diocèses en France.
Ce premier prélat du XIXe siècle gouverne son diocèse avec autorité et travaille avec énergie pour « faire de Lyon un modèle pour la restauration concordataire des autres diocèses. » Pacifiant son clergé, il obtient de la grande majorité l'acceptation du concordat, et parvient à unifier presque toutes ces composantes autour de sa personne. Mettant l'accent sur la formation, il crée six petits séminaires et rénove les établissements de plus hautes études ecclésiastiques. Usant de son influence auprès de Napoléon Bonaparte son neveu, il soutient les institutions religieuses, dont les missionnaires de France et les frères des écoles chrétiennes.

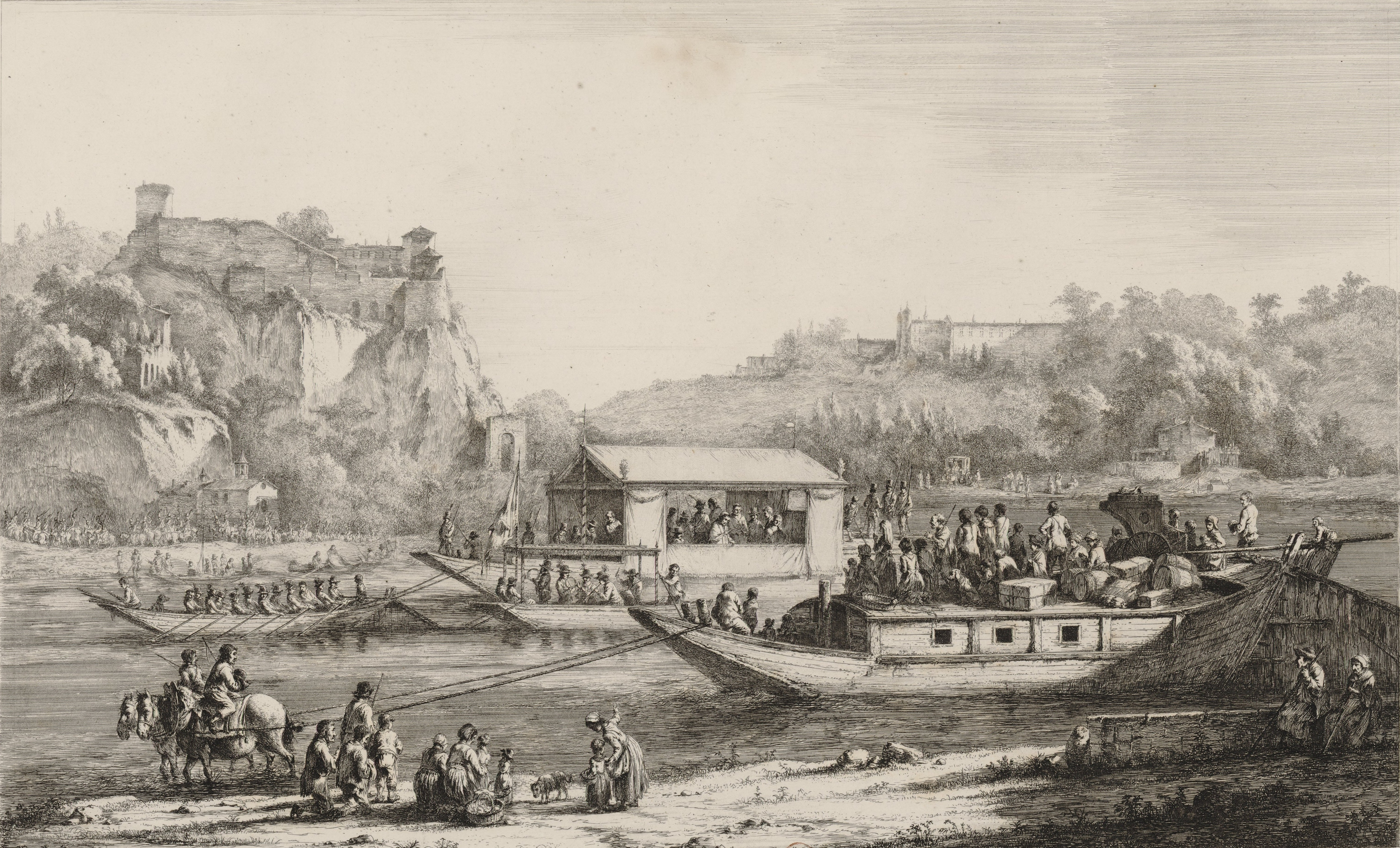
La visite de Pie VII à Lyon en 1805. Gravure par Jean-Jacques de Boissieu.

Durant la première partie du siècle, le catholicisme lyonnais connaît un vif renouveau, avec le regain de vitalité d'anciennes congrégations et la création de nombreuses nouvelles. Parmi celles-ci, la « Congrégation de Lyon », organe secret de vie religieuse et royaliste surtout implantée dans la bourgeoisie, est directement issue des conversions faites sous l'épisode révolutionnaire par l'abbé Linsolas.
L'une de ses têtes majeures est Camille Jordan. Mettant l'accent sur les bonnes œuvres, cette congrégation possède un esprit proche de celle construite par Pauline-Marie Jaricot avec les « Réparatrices du Cœur de Jésus méconnu et méprisé », consacré aux plus démunis des hôpitaux lyonnais. Pauline Jaricot joue un rôle important dans le financement de l'œuvre de la Congrégation pour la propagation de la foi, par l'intermédiaire du « sou des missions »,. À côté de ces congrégations de grande ampleur, une multitude de petites associations de vie religieuse, d'enseignement aux pauvres, de soutien aux malades sont constituées dans Lyon et aux alentours. Une des plus connues est la fraternité sacerdotale du Prado, fondée par Antoine Chevrier dans le quartier de la Guillotière en 1866.
La vie paroissiale connaît elle aussi un fort renouveau. Entre 1840 et 1875, outre les nombreuses églises restaurées, agrandies ou dont le chantier permet l'achèvement, dix-sept nouveaux édifices sont construits, dont une bonne part dans les nouveaux faubourgs comme la rive gauche du Rhône ou la Croix-Rousse.
Face à cette renaissance, les courants anticléricaux se développent lentement. Initialement portées par les notables avec la résurrection des loges maçonniques, et le foyer de détachement qu'est le Collège royal, ces idées se diffusent par la suite dans les masses ouvrières, notamment grâce aux idéaux socialistes et anarchistes. Ainsi, dès 1851, des milieux proches des carbonari et des voraces mettent en place des enterrements sans prêtre, des baptêmes civils. Réprimés par les autorités qui craignent les désordres, ces mouvements se structurent en sociétés de libre-pensée, qui dès 1868, sont suffisamment structurées pour se doter d'équipements tel une bibliothèque.
À cette même époque, une communauté juive solide se met en place. Initialement placée sous l'autorité du consistoire de Marseille sous le Premier Empire, ils obtiennent la fondation de leur propre consistoire dans les années 1850. Ils font construire leur première synagogue en 1864.

### École mystique

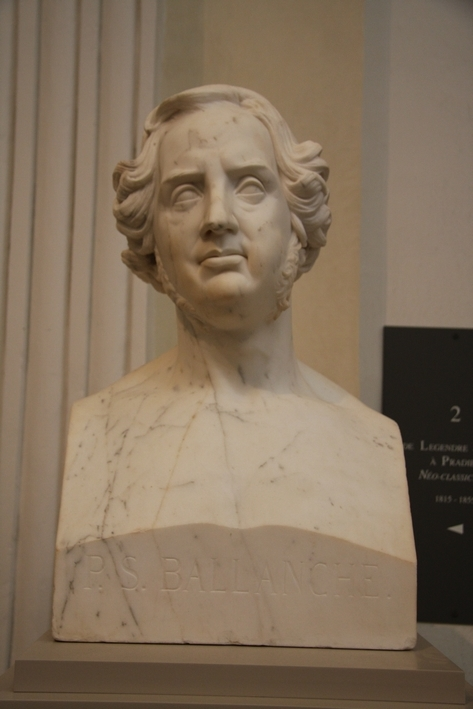
Buste de Pierre-Simon Ballanche par René de Saint-Marceaux, musée des beaux-arts de Lyon, 1849.

Lyon, durant les dernières décennies du XVIIIe siècle, connaît une profonde ouverture à de nombreuses formes de spiritualités sous l'influence d'illuministes tels Louis-Claude de Saint-Martin ou Jean-Baptiste Willermoz. Propagées dans les loges maçonniques, ces idées se diffusent largement dans les élites de la ville. Cela crée au début du XIXe siècle un courant original du catholicisme à Lyon, connu sous le nom d'« école mystique de Lyon ». Cette école se caractérise par une recherche d'unité entre les sciences expérimentales, les sciences de l'esprit humain et un catholicisme authentique. Les propagateurs les plus connus de cette pensée sont André-Marie Ampère et Pierre-Simon Ballanche. Cette école s'épanouit à Lyon dans la plupart des institutions culturelles dont le Musée des beaux-arts. Elle se perpétue entre autres grâce au professeur de philosophie du Collège royal, l'abbé Noirot, et se diffuse à l'aide de la Revue du Lyonnais, fondée par deux de ces disciples, Léon Boitel et François-Zénon Collombet.

## Catholicisme lyonnais sous la Troisième République, entre combat et renouveau

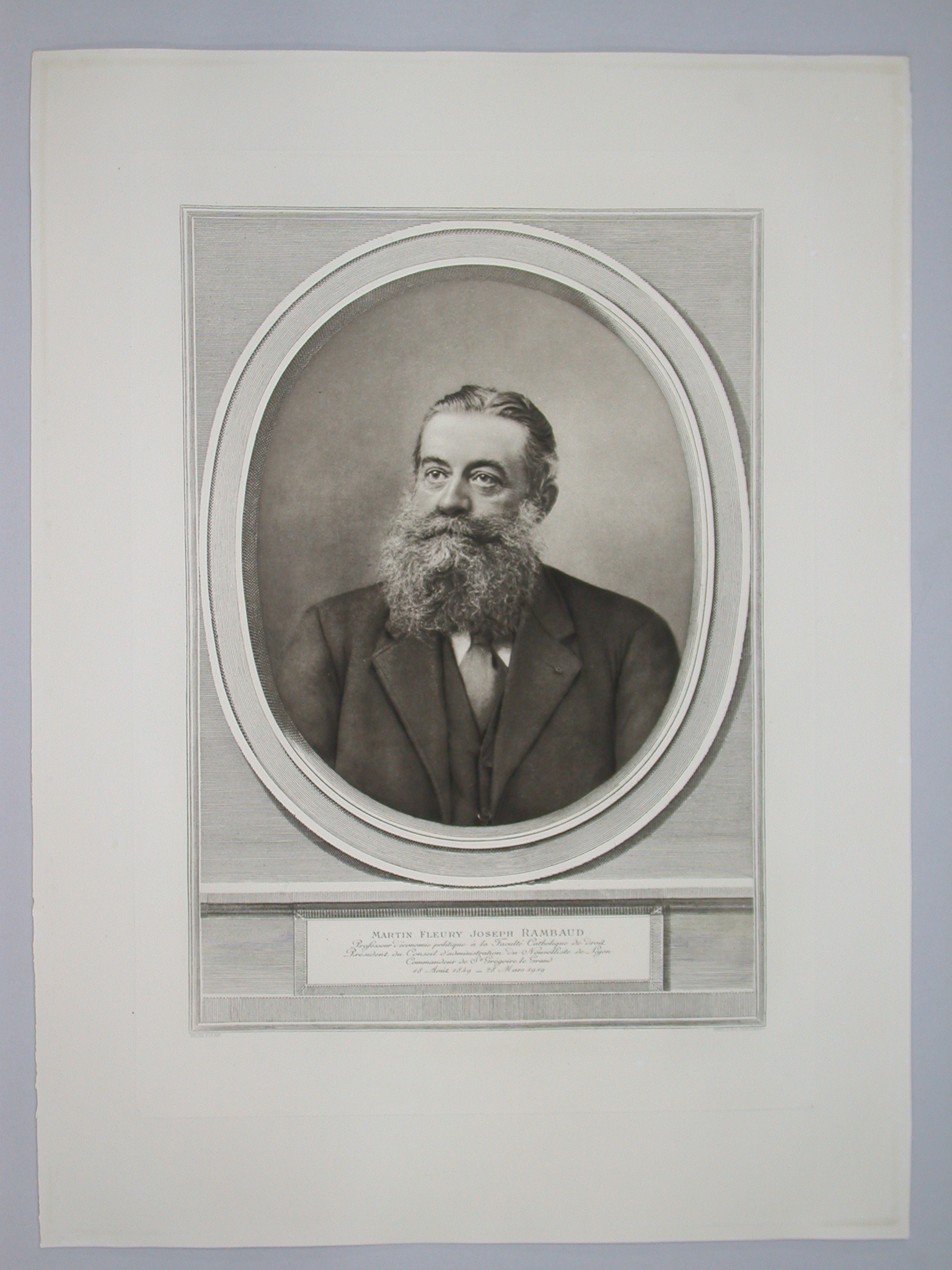
Joseph Rambaud, fondateur du Nouvelliste. Portrait de 1899.

La Troisième République est un moment de conflit intense à Lyon entre les militants catholiques et les anticléricaux. Les premiers, qui conservent majoritairement une orientation socialement conservatrice et politiquement monarchiste malgré quelques tentatives d’évolution, ne peuvent empêcher les seconds de dominer la vie politique locale.

### Catholiques entre défense religieuse et poussée vers la démocratie chrétienne
Dès la fin de l’ordre moral, les catholiques lyonnais sont exclus de la vie politique. Ils investissent alors la société civile, où ils mènent un combat permanent pour maintenir l’influence et la place de l’Église. Leur action la plus symbolique, dès la fin de la guerre, est de dresser un symbole au-dessus de la ville contre la montée du radicalisme et afin d'expier les péchés de la Commune : la basilique de Fourvière. Dans leur grande majorité, les catholiques sont politiquement conservateurs. Leur voix dans la presse est relayée par le Nouvelliste, de Joseph Rambaud, organe virulent de défense religieuse et de soutien à l’idée monarchiste. L’élite catholique se retrouve dans plusieurs structures, tandis qu’au quotidien, les masses font vivre une multitude d’œuvres pieuses, éducatives ou sociales.

#### Œuvres pieuses

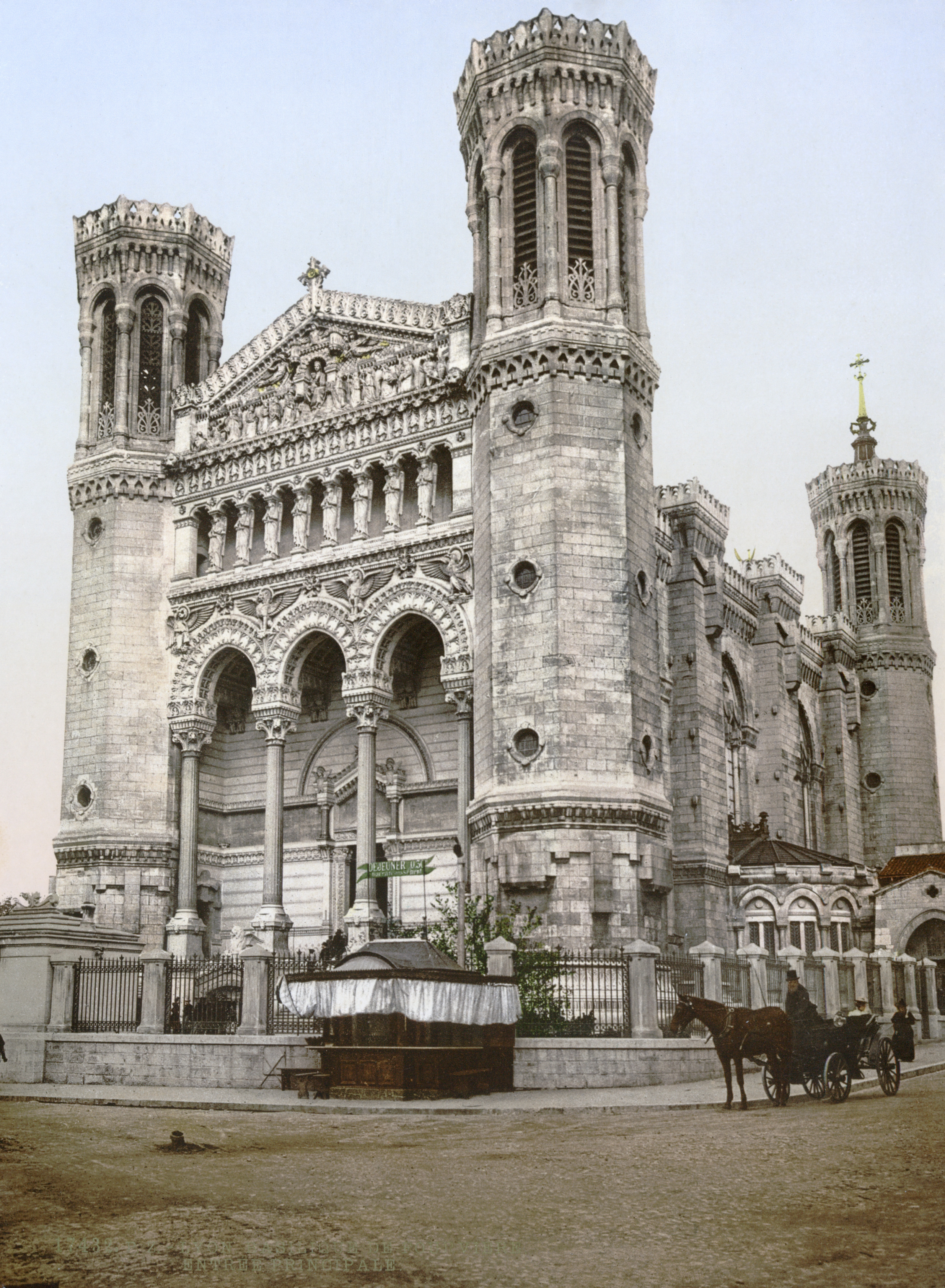
La basilique de Fourvière. Photochrome entre 1890 et 1905.

Les confréries de dévotion, essentiellement féminines, sont très nombreuses pendant cette période, et surtout vouées au Rosaire ou au Saint Sacrement. La piété populaire lyonnaise est alors tournée vers le curé d’Ars et la Vierge Marie. Ainsi, la commission de Fourvière, chargée de l’édification de la basilique est constamment soutenue par une large population.

#### Enseignement libre
La question de l’enseignement de la religion mobilise fortement à Lyon. Les hommes d’œuvres comme les archevêques répondent avec succès à l’interdiction des congrégations enseignantes et à la constitution de l’enseignement laïc. À la fin du XIXe siècle, chaque paroisse lyonnaise dispose de deux écoles libres gratuites, une pour les filles et l’autre pour les garçons. Au-delà des écoles primaires, un réseau d’écoles secondaires
renforcé séduit les parents ; vers 1900, il y a 2 300 élèves dans le secondaire catholique et 1 400 dans le secondaire public. Dans l’enseignement supérieur, l’Université catholique de Lyon est fondée dès que la loi l'autorise, sans avoir le prestige de sa rivale d’État,.

#### Actions sociales
Sur ce plan, les catholiques lyonnais sont divisés entre conservateurs et progressistes. Les deux tendances créent plusieurs structures parallèles.
Du côté des conservateurs, de nombreuses organisations coopératives et corporatistes s’organisent autour de l’Association catholique des patrons. D’esprit paternaliste et avant tout tournées vers la religion, elles aident les salariés grâce à des centres de formation et de placement, le tout encadré par des frères maristes.
Les progressistes, inspirés par les anciennes conférences de Saint Vincent de Paul et l’encyclique Rerum novarum de Léon XIII sont actifs à Lyon. Dans cette mouvance, se retrouvent les semaines sociales, qui commencent en 1904. Plus actifs sur le terrain, il faut mentionner la chronique sociale, marquée par Marius Gonin et Joseph Vialatoux. Elle est originale par plusieurs aspects : elle accueille toutes les classes professionnelles, elle se tient éloignée des combats politiques spécifiques aux catholiques et est très audacieuse sur la vie associative, la critique du libéralisme, etc. À ses côtés, mais tout à fait indépendant, on retrouve le Sillon de Marc Sangnier, qui n’a toutefois pas à Lyon une grande influence. Le catholicisme progressif lyonnais reste toutefois minoritaire.

#### Débuts de l'œcuménisme
Ordonné prêtre en 1906 pour la Société des prêtres de Saint-Irénée, Paul Couturier (1881-1953) lance en 1933 « l'octave de prières pour le retour des chrétiens séparés », qui devient en 1939 la « semaine de l'universelle prière des chrétiens pour l'unité chrétienne ». Il est influencé en cela par l'afflux d'émigrés Russes blancs orthodoxes et par sa fréquentation de l'abbaye de Chevetogne et de Lambert Beauduin. Cette semaine devient surtout populaire et universelle à partir de sa mort en 1953, et encore renforcée après le concile Vatican II. C'est aussi lui qui crée, avec des pasteurs suisses, le Groupe des Dombes, groupe œcuménique francophone catholique et protestant, qui se réunit dans l'abbaye éponyme. Aux débuts (en 1937) très restreint (trois pasteurs et cinq prêtres), le groupe grandit peu à peu pour atteindre un nombre de quarante personnes (vingt catholiques et vingt protestantes), qu'il conserve aujourd'hui.

### Seconde guerre mondiale
Parmi les chrétiens, bien peu réprouvent le régime et appellent à continuer la lutte contre les nazis en 1940 et 1941. Les autorités adhèrent sans beaucoup de réserves aux discours et aux actes de Vichy durant les deux premières années. Le tournant sera, pour la majorité des catholiques ou protestants, les mesures antisémites proprement françaises de 1942. Même si les protestations du cardinal Gerlier lues en septembre 1942 dans toutes les églises sont moins fermes que d'autres, il couvre à partir de ce moment-là les actions des résistants catholiques, que ce soit pour la diffusion de journaux, la cache de juifs ou de réfractaires du Service du travail obligatoire.

## Le christianisme à Lyon depuis 1944
« Plus encore que les événements politiques ou économiques, les attitudes religieuses sont sujettes à interprétations divergentes, surtout lorsque la proximité des faits ne permet pas encore de les mettre en perspective et de saisir leur importance. » (Christian Ponson) Pour de nombreuses évolutions, les analyses manquent encore.

### Évolution du catholicisme lyonnais dans le monde contemporain

#### De la guerre au Concile: renouveau et innovations sousMgrGerlier
La période entre 1944 et 1965, durant le mandat de Mgr Gerlier, dernier « prince » de l'Église de Lyon forme un tout et peut être considéré de manière indépendante. Cette période commence avec la Libération et « s'achève avec le concile et plus encore avec les crises post-conciliaires ».
Lyon, dans les années 1950 et 1960, apparaît comme un terrain d'expérimentation d'idées nouvelles pour lutter contre la déprise de la religion catholique au sein de la population (Œuvre du Prado, Prêtre ouvrier, renouveau catéchétique). Ces expériences, à Lyon, sont jumelées à une entreprise de retour aux sources du christianisme avec la fondation durant la Seconde Guerre mondiale du centre des Sources chrétiennes.

##### L'Église de Lyon

###### Les hommes et les murs
La formation des prêtres reprend après la guerre à un rythme important, entre une quarantaine et une cinquantaine d'ordination par an. Cela génère une émulation qui pousse les autorités à construire jusqu'à dix établissements de formation dans les années cinquante, ensemble qui se retrouve dès la décennie suivante sur-dimensionné. En 1954, une enquête indique qu'il y a 1 459 prêtres séculiers, 527 frères et 499 prêtres en congrégations et plus de 6 000 religieuses.
Dans le même élan, de très nombreuses constructions de bâtiment de culte suivent la formation de nouvelles paroisses. En tout, sur cette période, une quarantaine d'églises et de chapelles nouvelles sont érigées sur l'agglomération lyonnaise, en plus de la reconstruction ou rénovation d'édifices en mauvais état.
Le diocèse évolue durant cette période, s'adaptant aux nouvelles populations catholiques. Il absorbe ainsi la commune de Villeurbanne et plusieurs autres proches.

###### L'expérience des prêtres ouvriers
L'expérience des prêtres ouvriers, initiée à Lyon comme à Paris durant la Seconde guerre mondiale pour des raisons de nécessités, se poursuit malgré les réticences naturelles du cardinal Gerlier. Celui-ci, même si son inclinaison naturelle penche vers l'Action catholique, décide de soutenir toutes les entreprises menant l'évangile vers les incroyants. Il soutient donc jusqu'au bout les prêtres ouvriers.
Ainsi, lorsqu'en 1953 la papauté et Pie XII dévoilent aux autorités ecclésiales leur volonté d'arrêter l'institution, il se déplace à Rome avec Mgr Feltin et Liénard pour tenter d'infléchir la volonté du Vatican. Il échoue et se soumet à l'injonction du chef de l'Église, mais refuse toujours de condamner les prêtres ouvriers, même ceux qui refusent de quitter leurs frères de travail.
Résolu à ne pas gâcher une telle expérience, il la poursuit dans la mesure des libertés accordées par les décrets pontificaux avec l'œuvre du Prado et l'abbé Alfred Ancel.

###### L'ouverture au monde
Les missions lointaines sont toujours activement soutenues à Lyon. Les congrégations missionnaires sont toujours nombreuses et bien vivantes à cette période et de nombreux prêtres partent pour l'Afrique ou l'Amérique latine. Le cardinal Gerlier soutient fortement ces œuvres et se déplace lui-même, sacrant en Haute-Volta l'archevêque de Koupéla ou allant à Rio de Janeiro à un congrès Eucharistique.

###### Nouvelles études et nouvelles pensées
Les Sources chrétiennes, créées pendant la Seconde guerre mondiale, prennent un essor particulier durant les vingt ans qui suivent et prennent une place particulière dans les études théologiques.

##### La vie religieuse

###### Le catholicisme au quotidien
Les vingt ans qui suivent la libération sont portées par un retour des grandes manifestations catholiques. Le Congrès Marial de 1954 marque la réconciliation de l'Église et de l'État à Lyon, il est l'occasion de nombreux évènements festifs. Le 17e congrès eucharistique national se réunit à Lyon en 1959. Il est l'occasion d'une large procession à travers le parc de la Tête d'Or en clôture des célébrations. Le diocèse accueille également des congrès plus pointus tel celui du C.P.L. en 1947 qui marque les esprits dans sa volonté de mettre en avant tous les aspects de la messe dominicale sans se limiter à la célébration de la messe.
La pratique dominicale se maintient à un niveau élevé par rapport aux autres grandes villes françaises. Un questionnaire organisé en 1954 dans toutes les églises de l'agglomération indique que 19 % de la population se rend à la messe régulièrement. Les enfants suivent encore très largement le catéchisme, mais la déprise est déjà très forte après l'âge de 12 ans (toutefois moindre pour le sexe féminin).
À Lyon, la rénovation de la pastorale suit les idées du chanoine Boulard, qui préconise de tenir un discours spécifique selon l'environnement et le public. Dans le même état d'esprit, la liturgie est modernisée dans certaines paroisses, avec l'utilisation davantage du français, la composition de cantiques nouveaux ou la messe face aux fidèles pour leprêtre. Dans cet élan de renouveau, l'institution du Prado trouve toute sa place et se développe considérablement après-guerre.

###### Œuvres traditionnelles, œuvres nouvelles
Les œuvres traditionnelles perdent à cette époque de l'importance par rapport aux mouvements d'actions catholiques. Ces derniers connaissent alors leur âge d'or. L'un des symboles de leur importance est le mandat accordé par l'épiscopat à l'Action catholique ouvrière pour l'évangélisation du monde ouvrier, en remplacement du M.P.F.. Les semaines sociales sont à présent pleinement intégrées à la vie de l'Église. La chronique sociale est dirigée par Joseph Folliet jusqu'en 1964. Dans les années cinquante, Gabriel Rosset met en place avec l'institution de Notre-Dame des sans-abri des foyers d'accueil et des cités d'urgence pour les nombreux sans-abris qui dorment dans les rues de Lyon. Rejoint par de nombreux bénévoles des conférences de Saint-Vincent de Paul et d'amis de la paroisse universitaire, il fonde une nouvelle œuvre pérenne dans la pure tradition lyonnaise des bonnes œuvres,.

#### De l'après-concile à nos jours

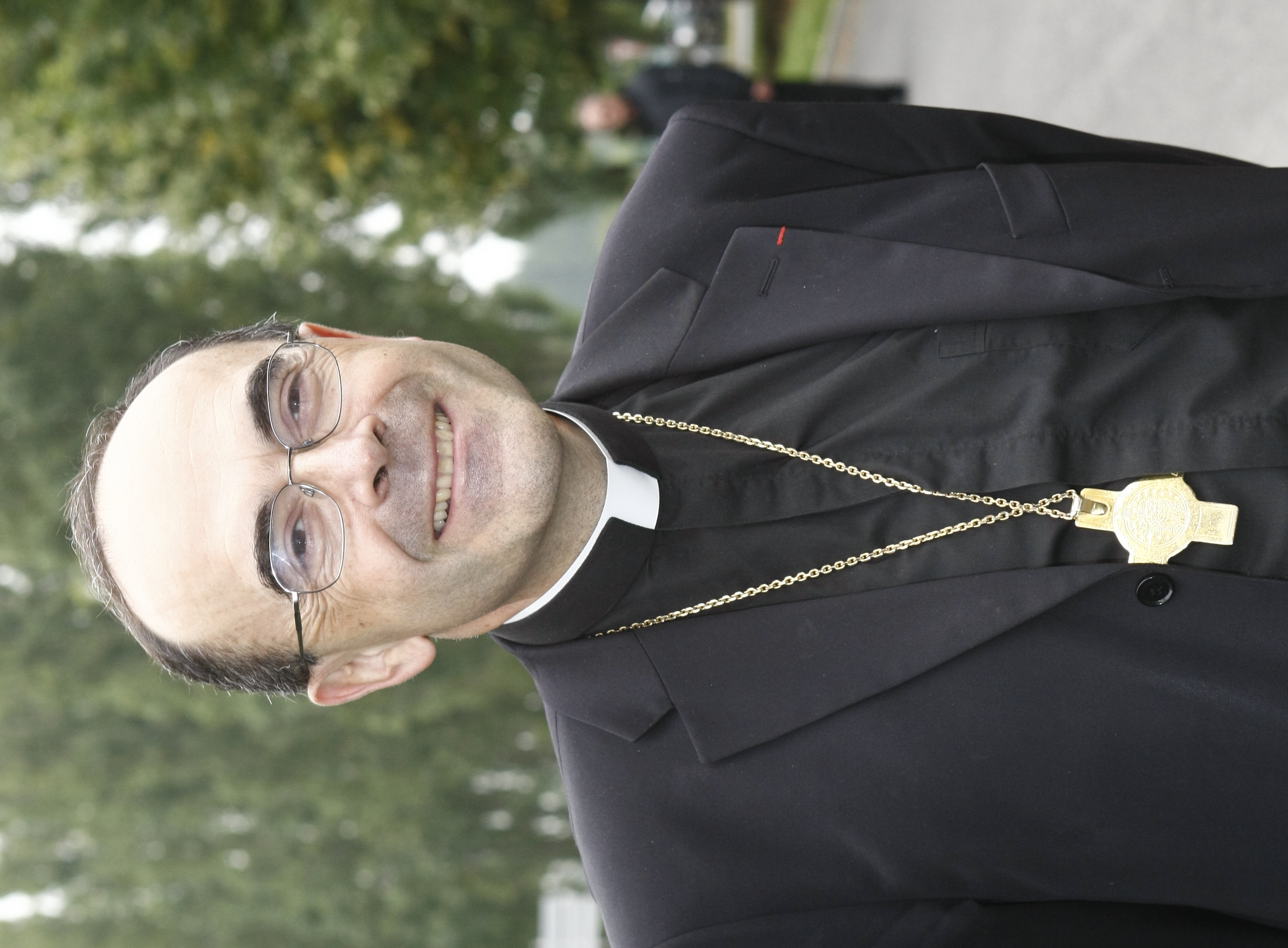
l'actuel archevêque de Lyon, Mgr Barbarin.

Mais après le concile et les événements de mai 1968, le déclin du catholicisme semble devenir inéluctable pour beaucoup. De nombreux catholiques, déçus par les choix de l'autorité, quittent brusquement ou s'éloignent silencieusement de l'Église ; ce qui entraîne une sévère crise des vocations, dès les années 1970. La plupart des innovations voulues par le concile (synodes diocésains, catéchuménat…) ne revitalise pas significativement la pratique religieuse. Par ailleurs, de nombreuses institutions chrétiennes disparaissent ou se sécularisent, sans toujours perdre leur particularité. De nombreux chrétiens se rassemblent toujours pour défendre leurs valeurs, mais au sein d'organisations non-confessionnelles, tel le Cercle de Tocqueville durant les évènements de la guerre d'Algérie.
Les opposants catholiques aux conciles qui suivent Mgr Lefèbvre ne s'implantent pas à Lyon. Seul un prêtre traditionaliste, le curé Largier, et quelques prêtres de la Fraternité Saint-Pierre rassemblent les catholiques opposés à certaines nouveautés introduites par le concile Vatican II.
À l'inverse, les autorités et la grande majorité des catholiques, au cours des années 1980 à 2000, professent et soutiennent les nouveautés essentielles de l'Église contemporaine, tel l'œcuménisme. Celui qui symbolise le mieux cette recherche est l'archevêque Mgr Albert Decourtray, sensible aux problèmes des autres communautés religieuses, qu'elles soient musulmanes, juives ou autres. Ses successeurs poursuivent dans cette voie.
Du 4 au 7 octobre 1986, le pape Jean-Paul II effectue un voyage de quatre jours à Lyon, Taizé, Paray-le-Monial, Ars et Annecy. C'est notamment à cette occasion, lors d'une messe célébrée à Eurexpo le jour de son arrivée, et à laquelle assistent 350 000 fidèles, qu'est béatifié le père Antoine Chevrier. C'est à cette occasion que Jean-Michel Jarre est invité par le maire de l'époque, Francisque Collomb, à produire un concert à l'échelle de la ville (disque En Concert Houston-Lyon).

##### Œcuménisme et dialogue interreligieux
L'œcuménisme est bien vivant à Lyon, mené par l'abbé Couturier et ses successeurs. Un grand nombre de mouvements en naissent, dont le plus notable est le groupe des Dombes, qui publie des points d'accord entre catholiques et protestants après le concile.
Le retour des rapatriés d'Algérie pousse les autorités de différentes religions à s'organiser ensemble pour venir en aide à ses populations. Cela aboutit à une œuvre originale : le Comité de liaison des œuvres religieuses d'entraide, créé en 1968, qui regroupe des personnes catholiques, protestantes et juives. Organe de liaison et de conjugaison des énergies qui permet à chacun de garder ses activités propres ; il est lié tout autant à l'obligation d'agir efficacement au niveau local en mutualisant les énergies, qu'aux ouvertures œcuméniques engagées par le concile de Vatican II. La proximité avec la communauté de Taizé, œcuménique et située au sud de la Bourgogne, ainsi qu'avec l'Abbaye Notre-Dame-des-Dombes, puis l'abbaye Saint-Pierre de Pradines, où se réunit le groupe des Dombes, favorise les initiatives œcuméniques. C'est notamment à Lyon que se crée en 1973 la communauté du Chemin Neuf (du nom de la montée éponyme), à vocation œcuménique et qui perpétue dans la chapelle Paul-Couturier l'œuvre initiée par celui-ci.
Celui qui symbolise le mieux cette recherche d'action avec les autres religions est l'archevêque Mgr Albert Decourtray, sensible aux problèmes des autres communautés religieuses, qu'elles soient musulmanes, juives ou autres. Ses successeurs poursuivent dans cette voie. Parmi les mouvements d'ouverture, les actions du père Delorme dans les banlieues secouées par les émeutes, notamment les Minguettes, aident à la formation de la Marche des beurs. Cette aide s'inscrit dans le contexte du Prado et de l'ouverture de l'Église vers les cultures et religions minoritaires.
Lors de la visite de Jean-Paul II en 1986 (voir paragraphe ci-dessus), la première célébration est une célébration œcuménique rassemblant, outre l'Église catholique, les communautés arménienne apostolique, orthodoxe grecque, réformée, luthérienne et anglicane. Le pape y invite notamment les chrétiens à la rencontre d'Assise du 27 octobre de la même année. Par ailleurs, le 7 octobre 1986, le pape rencontre les représentants de la communauté juive de Lyon, puis le grand mufti et des représentants bouddhistes.
Du 11 au 13 septembre 2005, c'est à Lyon que se tient la dix-neuvième rencontre inter-religieuse annuelle pour la paix de la communauté Sant'Egidio.

### Un centre culturel
Depuis 2015 l'Espace culturel du christianisme à Lyon est ouvert au public au 49 Montée Saint-Barthélemy, dans le 5e arrondissement de Lyon.

### L'accroissement des églises évangéliques
Les églises évangéliques et pentecôtistes ont connu une croissance forte de la guerre jusqu'au début des années 1980, et plus modérée depuis. Dans les années 2000, la croissance est surtout portée par celle des églises dites ethniques ou d'immigration, qui représentent environ 3 000 personnes. Les années 2000 voient par ailleurs l'émergence de la création et l'amélioration des relations entre ces Églises et les Églises protestantes « historiques », ainsi que, de manière plus limitée, avec l'Église catholique.